# تشيك ديفيز
تشيك ديفيز (بالإنجليزية: Chick Davies)‏ هو لاعب كرة قاعدة أمريكي، ولد في 6 مارس 1892 في بيبودي في الولايات المتحدة، وتوفي في 5 سبتمبر 1973 في ميدلتاون في الولايات المتحدة.

## وصلات خارجية
- تشيك ديفيز على موقعبيزبول رفرنس.كوم (الدوري الرئيسي) (الإنجليزية)
- تشيك ديفيز على موقعبيزبول رفرنس.كوم (الدوري الثانوي) (الإنجليزية)